# 溫興春

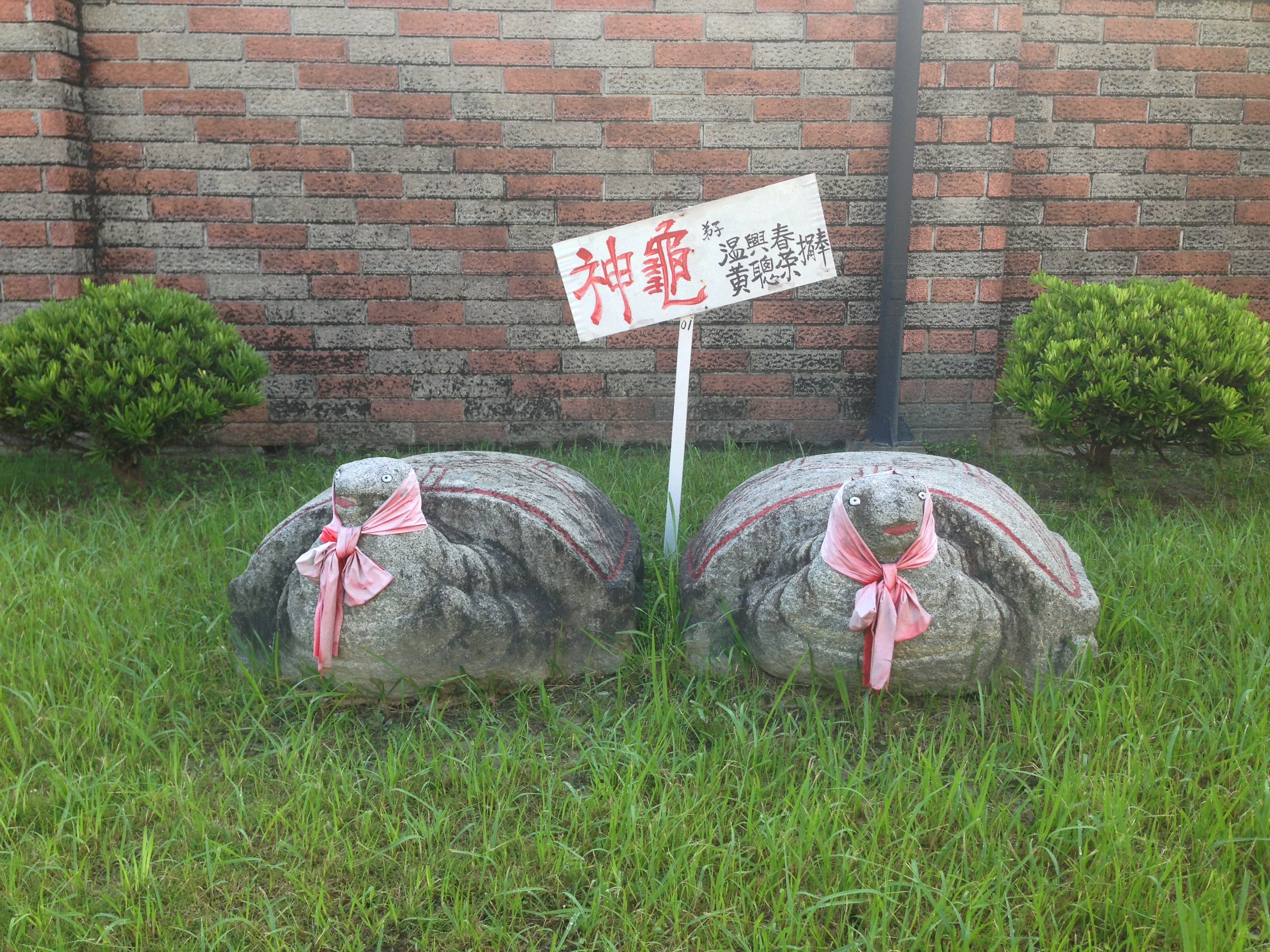
溫興春與黃聰榮贈送給六堆忠義祠的石龜。

溫興春（1926年11月16日—2012年7月14日），中華民國（台灣）教育家、政治人物，屏東縣客家人。曾任高雄縣立鳳西國中、屏東縣立明正國中、至正國中、台灣省立潮州高中、台灣省立北港農工等校校長，後代表中國國民黨在台灣省第五選區（高屏澎）當選為第一屆第五次增額立法委員。
於2012年7月14號因胰臟癌病逝，享壽85歲。